# Hans-Dierk Fricke
Hans-Dierk Fricke  ist ein deutscher Publizist, Historiker und Oberstleutnant.

## Leben
Hans-Dierk Fricke ist Oberstleutnant a. D. und Historiker. Er studierte nach seiner Dienstzeit Geschichte und Politikwissenschaften und publizierte Frauen in den Streitkräften im Zeitalter des Absolutismus. Fricke veröffentlichte etliche weitere Publikationen zur Zeit- und Militärgeschichte.

## Veröffentlichungen (Auswahl)
- Early spin-stabilised rockets. The rockets of Bergrat Heinrich Gottlob Kèuhn. In: Journal of the British Interplanetary Society. Vol. 53, Nr. 5/6, 2000, OCLC 841925899.
- Geschichte der Kriegsraketen und der Raketenartillerie im 19. Jahrhundert. Bernard und Graefe, Bonn 2001, ISBN 3-7637-6208-6.
- Frauen in den Streitkräften im Zeitalter des Absolutismus. Remagen 2003, OCLC 249477013.
- Der vermiedene Krieg zwischen Preußen und der Schweiz: Operationsgeschichtliche Aspekte der »Neuenburger Affaire« 1856/57. In: Militärgeschichtliche Zeitschrift. Band 61, Heft 2. De Gruyter, Oldenbourg Wissenschaftsverlag, 2014, ISSN 2193-2336.
- Der Krieg um Neuenburg findet nicht statt. Der europäische Krisenwinter 1856/1857. 2. Auflage. Ludwigsfelder Verlagshaus, Ludwigsfelde 2020, ISBN 978-3-933022-50-9.